# Azzo VII d'Este
Azzo VII d'Este (dit Azzo Novello, ou Azzolino Novello) né vers 1205 et mort le 16 ou le 17 février 1264, et le fils d’Azzo VI d’Este et de sa troisième épouse Alix de Châtillon. Arrivé jeune au pouvoir, il est malmené par ses ennemis et fait perdre à la maison D’Este de nombreuses prérogatives et possessions, avant de rétablir la situation et d’implanter solidement la famille à Ferrare après s’être débarrassé de ses ennemis.

## Jeunesse et accession au pouvoir
En 1215, quand son demi-frère Aldobrandino meurt brutalement, Azzolino, otage des banquiers florentins qui ont financé l’expédition de la marche d’Ancône, est libéré moyennant le versement d’une rançon, payée par sa mère. 
Du fait de son jeune âge, la maison D’Este – pourtant soutenue par le Pape et l’empereur Frédéric II —  perd du terrain dans la marche de Trévise, au profit des Padouans. 

## Crises internes
À Ferrare, la famille Torelli prend l’ascendant et contraint Azzolino à quitter la ville (1222). Il tente par la suite d’y reprendre pied, parfois de manière sanglante et avec l’aide des San Bonifacio de Vérone, mais c’est pour échouer chaque fois (entre 1222 et 1224). En 1224 il prend une forteresse tenue par Salinguerra Torelli à Fratta, induisant ce dernier à chercher l’appui d’ Ezzelino da Romano, rival de la maison D’Este dont il épouse la fille. 
Dans les décennies suivantes, Azzolino, allié aux San Bonifacio et aux Da Camino, affronte Ezzelino et Alberico da Romano, qui dominent alors Vérone, Vicence, Padoue et Trévise. 
En 1230- 32 il est aux côtés de Padoue et de Mantoue contre Vérone, Ezzelino et Salinguerra Torelli. 
En 1236, les alliances évoluent : sans aller jusqu’à une rupture irrémédiable, et seulement pour ce qui concerne leur lutte dans la marche de Trévise, la maison D’Este se rapproche du Pape et les Da Romano de l’Empereur. Avec l’aide de ce dernier, Ezzelino da Romano chasse Azzolino de Vicence, dont il est alors podestat. Le vaincu se replie sur Padoue, où il se fait nommer capitaine, mais laisse finalement la ville à Ezzelino à la demande de l’Empereur. 
Azzolino participe d’ailleurs à la campagne de ce dernier en Lombardie (1237). 
En 1238, il échoue devant Padoue et se retire, poursuivi par Ezzelino. L’Empereur s’étant mêlé de leur imposer une trêve, il en définit les termes et, pour les faire respecter, choisit comme otage le fils d’Azzolino, Rinaldo (Renaud) et son épouse Adelasia, qu'il transfère sous bonne garde dans les Pouilles. Des garnisons impériales sont postées dans les possessions de la famille D’Este, ses partisans sont exilés de Padoue.

## Avec la ligue lombarde
La dureté de cet arbitrage conduit Azzolino à abandonner le camp impérial, qui le déclare rebelle (juillet 1239), avant de rejoindre la ligue lombarde (décembre 1239) assemblée contre l’Empereur. Il se porte alors, avec ses alliés, sous les murs de Ferrare qu’il assiège durant quatre mois (février-juin 1240), parvenant enfin à capturer Salinguerra, qu’il confie à la garde de Venise. 
Il s’implante alors à Ferrare, dont il reste podestat jusqu’en 1247, parvenant par la suite à y étendre ses possessions, son influence et sa clientèle, moyennant des largesses souvent au-dessus de ses moyens.
Dans la marche de Trévise, il poursuit, avec des fortunes diverses, sa lutte contre Ezzelino. Podestat de Mantoue en 1247 et 1253, il perd, entre 1242 et 1250, les forteresses de Montagnana, Cerro et Calaone. 
En 1247, allié à Rizzardo da San Bonifacio et Biaquino da Camino, il défend Parme assiégée par les troupes impériales. 
En 1255, quand le Pape organise une véritable croisade contre Ezzelino, Azzolino défend Mantoue tandis que les troupes papales libèrent Padoue. Azzolino reprend alors possession de ses forteresses perdues et reçoit le commandement de l’armée pontificale, sous l’autorité d’un légat du Pape. En 1258 ce dernier est capturé par l’ennemi et l’armée se trouve paralysée jusqu’à ce qu’Azzolino, ayant négocié la trahison d’Oberto Pelavicino et de Buoso da Dovara, parvienne à défaire et à capturer Ezzelino, qui meurt prisonnier le 10 octobre 1259.

## Mariages, mort et descendance
Azzolino épouse, en 1221, une jeune femme nommée Giovanna et dont on ignore le lignage. Elle décède en 1233. Veuf, il épouse en secondes noces (1238) Amabilia Di Pallavicini (ou  Mabilia Pallavicino). Ils ont un  fils (Rinaldo, né en 1221) et trois filles : Béatrice, Costanza et Cubitosa. 
Azzolino décède le 16 ou le 17 février 1264. Il est enseveli dans l’église San Francesco de Ferrare. Quelques jours avant sa mort, il a désigné comme seul héritier son petit-fils Obizzo, deuxième du nom, né de l’union de Rinaldo et d’Adelasia, pendant leur captivité aux mains de l’empereur,

## Célébration
Une évocation historique I Giorni di Azzolino  (les jours d’Azzolino) se déroule fin juillet-début août et évoque le personnage d'Azzo VII auquel la ville Grottazzolina (province de Fermo, région des Marches) doit son nom actuel.